# Четвёртый Всезарубежный собор

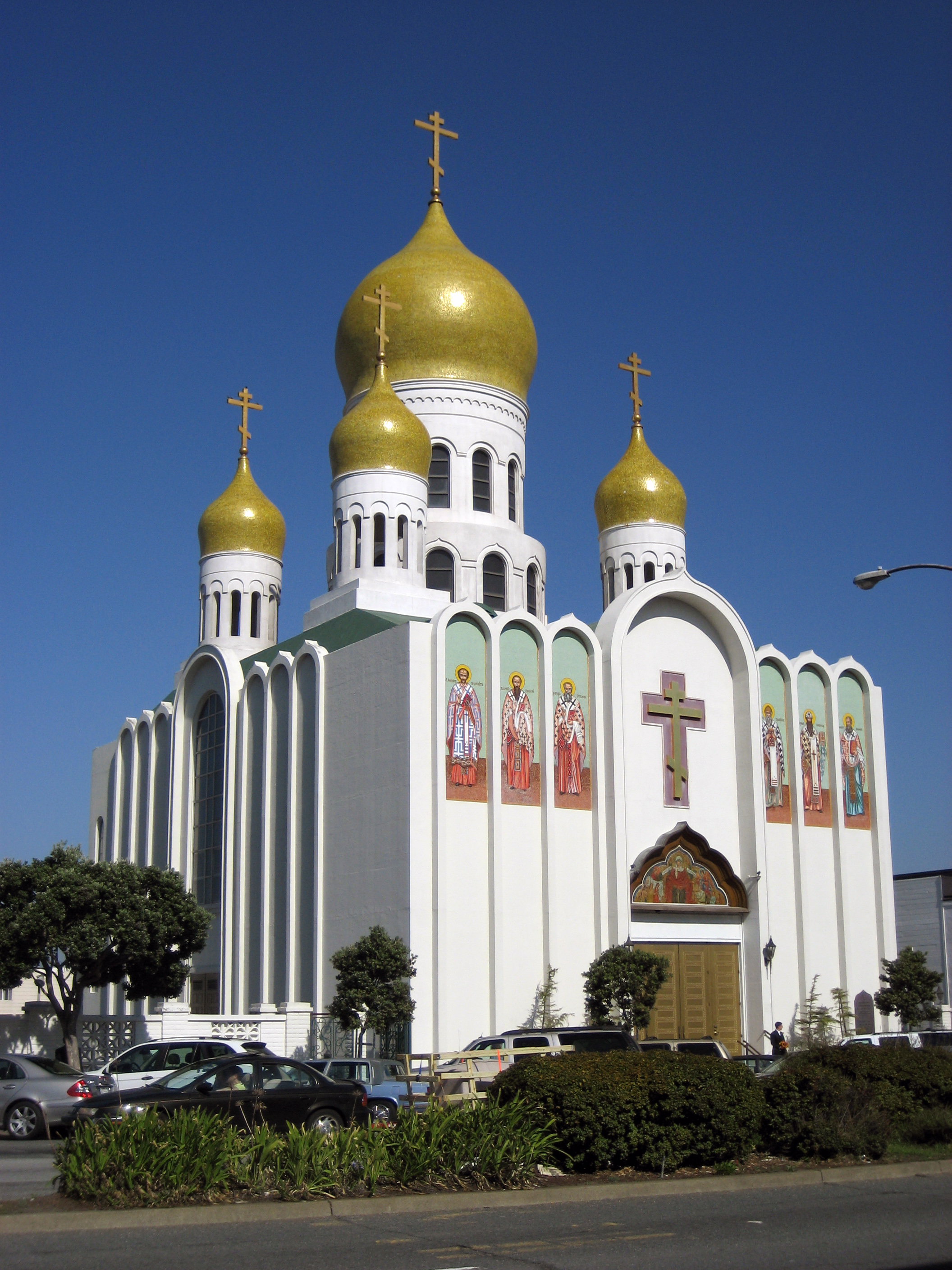
Радосте-Скорбященский собор в Сан-Франциско

Четвёртый Всезарубежный Собор (IV всезарубежный собор) — собор епископов, клириков и мирян Русской Зарубежной Церкви, прошедший с 7 по 14 мая 2006 года в большом зале при кафедральном Радосте-Скорбященском соборе в Сан-Франциско в присутствии Курской Коренной иконы Божией Матери.

## Подготовка к собору
Вопрос о созыве четвёртого Всезарубежного Собора обсуждался в октябре 2000 года на Архиерейском соборе РПЦЗ. По этому вопросу были прочитаны доклады протопресвитером Валерием Лукьяновым, протоиереем Виктором Потаповым, а также Петром Николаевичем Будзиловичем. Так, протоиерей Виктор Потапов в своём докладе отмечал нерешённость ряда вопросов:

Мне представляется чрезвычайно важным именно теперь, спустя 26 лет после последнего Всезарубежного Собора и 9 лет после падения безбожного коммунизма, всей полноте Русской Зарубежной Церкви — иерархам, клиру и мирянам, единым сердцем и едиными устами, Господу содействующу, попытаться осмыслить пройденный нами путь. Настало время всей полноте нашей Церкви проанилизировать состояние межцерковных отношений, отыскать новые, творческие пути к достижению церковного единства Российской Православной Церкви, обсудить возможности восстановления литургического общения с Грузинской Православной Церковью, влить чадам Церкви новые духовные силы, передать следующим поколениям залог верности Русскому Православию, обновить церковную жизнь русского Зарубежья и, наконец, дать ответы на многие волнующие паству насущные вопросы современности.
Многие чада нашей Церкви спрашивают — как оценить прославление Московской Патриархией Новомучеников и Исповедников Российских? Можем ли мы служить молебны сотням подвижников благочестия XVIII и XIX веков, канонизированных на последнем Архиерейском Соборе Московской Патриархии? В так называемой социальной концепции, принятой Московской Патриархией, упоминается об отделении Церкви от государства и о праве Церкви призывать своих чад к гражданскому неповиновению в тех случаях, когда государство принимает решения, идущие против учения Церкви и совести верующих. Означает ли это, что преодолено, кануло в Лету лжеучение под именем сергианства? Как нам поощрять растущее в недрах Московской Патриархии мощное антиэкуменическое движение?
Многих чад нашей Церкви смущают нездоровые высказывания, нетерпимость и непримиримое отношение к многим другим православным церквам и юрисдикциям со стороны некоторых руководителей Церкви, готовых вычеркнуть всякого из числа спасаемых, отлучить от Церкви или обвинить в безблагодатности. Из-за этого многие православные в мире перестали прислушиваться к голосу Зарубежной Церкви. Это углубляет нашу изоляцию и ослабляет голос здорового Православия в мире.

После обсуждения постановили созвать не Всезарубежный Собор епископата, духовенства и мирян, а совещание с участием духовенства. Решение о созыве Всезарубежного совещания духовенства при храме Покрова Пресвятой Богородицы в городе Наяке с 9 по 12 декабря 2003 было вынесено на заседании Архиерейского Синода, прошедшего с 2 по 4 сентября 2003 года.
16 ноября 2004 года на первом Международном фестивале православных средств массовой информации архиепископ Марк (Арндт) прокомментировал решение Архиерейского Синода вынести решение вопроса о примирении с Московским Патриархатом на обсуждение Собора, который будет созван в течение двух лет. «У нас положение более сложное, так как есть силы, препятствующие сближению. Поэтому и необходим Всезарубежный Собор с участием священников и мирян. Мы надеемся провести его так, чтобы люди поняли суть происходящего, потому что распространяется много неверных слухов».
27 января 2005 года Архиерейский Синод принял решение о созыве 4-го Всезарубежного Собора с участием клира и мирян, наменченный на первую половину следующего года при Кафедральном Радосте-Скорбященском соборе в г. Сан-Франциско. Архиепископ Сиднейский и Австралийско-Новозеландский Иларион назначен председателем созданной тогда же предсоборной комиссии. В комиссию также вошли: архиепископ Сан-Францисский и Западно-Американский Кирилл (Дмитриев) (по положению, как правящий архиерей Западно-Американской епархии), епископ Манхеттенский Гавриил (Чемодаков), протоиерей Виктор Потапов, протоиерей Петр Перекрёстов, священник Серафим Ган, В. В. Красовский.

По словам протоиерея Петра Перекрёстова: «При выборе места проведения Собора надо было учесть ряд условий: желательно было иметь вместительный храм, подходящий церковный зал, местные силы для решения организационных вопросов, удобное и центральное расположение города. Архиерейский Синод на своих заседаниях от 25-26 февраля 2005 г. выдвинул четыре города, где возможно провести Всезарубежный Собор: Сан-Франциско, Чикаго, Лейквуд и Монреаль (Канада), и решил, что Сан-Франциско — наиболее подходящее место. Для этого выбора, видимо, были и духовные основания. Это, в первую очередь, духовно-историческая преемственность города Сан-Франциско. В нём жили и подвизались два великих, прославленных Русской Церковью иерарха: будущий Патриарх-исповедник, святитель Тихон и чудотворец русского рассеяния святитель Иоанн».
15 апреля 2005 года на заседании Предсоборной Комиссией был принят «Наказ IV Всезарубежному Собору Русской Православной Церкви заграницей с участием представителей клира и мирян 2006 года».
24 мая 2005 года Архиерейский Синод Русской Православной Церкви за границей, заслушав доклады секретаря Предсоборной комиссии протоиерея Петра Перекрёстова, и члена данной комиссии священника Серафима Гана и обсудив вопрос о созыве IV Всезарубежного Собора, постановил:

Созвать IV Всезарубежный Собор с участием клира и мирян для всестороннего обсуждения вопросов:
а) установления нормальных отношений между Церквами в России и за рубежом и
б) миссии и служения Русской Православной Церкви за границей в современном мире.
IV Всезарубежный Собор созывается с 6 по 14 мая 2006 г., в знаменательный год 85-летия I Всезарубежного Собора, при кафедральном соборе в честь иконы Божией Матери «Всех Скорбящих Радости» в Сан-Франциско — городе, освященном архипастырскими подвигами святителя Тихона, будущего Всероссийского Патриарха-Исповедника, и святителя Иоанна, чудотворца Шанхайского и Сан-Францисского, чьи нетленные мощи почивают в кафедральном соборе.
В связи с сим, каждой епархии вменяется в обязанность созвать Епархиальное Собрание для избрания делегатов.

Как отметил протоиерей Петр Перекрёстов: «Функция Всезарубежного Собора — совещательная. Окончательное решение вопроса евхаристического общения принадлежит исключительно Архиерейскому Собору. Такова практика апостольских времен: высший орган церковной власти — Архиерейский Собор. Но, несомненно, обсуждения, мнения участников Всезарубежного Собора и принятая резолюция будут иметь определенный вес в решениях Архиерейского Собора, который состоится непосредственно после Всезарубежного».
5 мая в полдень в Сан-Франциско прибыл Митрополит Лавр в сопровождении протодиакона Виктора Лохматова, диакона Евгения Каллаура и иподиакона Николая Ольховского.
В субботу 6 мая, накануне открытия IV Всезарубежного Собора прибыли: почётный член Собора, представляющий Сербскую Православную Церковь, митрополит Черногорский и Приморский Амфилохий (Радович), преосвященные архипастыри Русской Зарубежной Церкви и многочисленные делегаты, представляющие все её епархии, церковно-общественные организации Русской Зарубежной Церкви.
По окончании Божественной литургии началась регистрация участников Собора, а во время второй половины дня прошла пресс-конференция, проведенная в зале заседаний протоиереем Виктором Потаповым и священником Серафимом Ганом.
В четыре часа дня в кафедральном соборе иконы Божией Матери «Всех Скорбящих Радосте» была торжественно встречена Одигитрия русского зарубежья Коренно-Курская икона. Архиепископ Сиднейский и Австралийско-Новозеландский Иларион внёс чудотворный образ Богоматери в кафедральный собор при всенародном пении тропаря: «Яко непобедимую стену».

## Участники собора
Архиереи Русской Православной Церкви заграницей
1. Митрополит Лавр (Шкурла), Первоиерарх Русской Православной Церкви заграницей
2. Архиепископ Чикагский и Детройтский Алипий (Гаманович)
3. Архиепископ Берлинско-Германский и Великобританский Марк (Арндт)
4. Архиепископ Сиднейский и Австралийско-Новозеландский Иларион (Капрал)
5. Архиепископ Сан-Францисский и Западно-Американский Кирилл (Дмитриев)
6. Епископ Вевейский Амвросий (Кантакузен)
7. Епископ Ишимский и Сибирский Евтихий (Курочкин)
8. Епископ Симферопольский и Крымский Агафангел (Пашковский)
9. Епископ Ирийский Даниил (Александров)
10. Епископ Манхэттенский Гавриил (Чемодаков)
11. Епископ Бостонский Михаил (Донсков)
12. Епископ Штутгартский Агапит (Горачек)
13. Епископ Кливлендский Петр (Лукьянов)

Почётный член Всезарубежного Собора
- Митрополит Черногорский и Приморский Амфилохий (Радович) (Сербская Православная Церковь)

От Австралийской епархии
1. Протоиерей Михаил Протопопов
2. Протоиерей Никита Чемодаков
3. Протодиакон Василий Якимов
4. Николай Георгиевич Ротенко

От Великобританской епархии
1. Архимандрит Алексий (Побджой)
2. Димитрий Степанович Попов

От Восточно-Американской и Нью-Йоркской епархии
1. Протоиерей Иоанн Сорочка
2. Протоиерей Марк Бурачек
3. Иерей Виктор Болдевскул
4. Иерей Виктор Добров
5. Антоний Беляев
6. Профессор Константин Дерозье
7. Тимофей Клейдер
8. Иоанн Квалс

От Германской епархии
1. Иерей Илия Лимбергер
2. Иерей Андрей Сикоев
3. Михаил Владимирович Горачек
4. Александр Алексеевич Кравченко

От Западно-Американской епархии
1. Протоиерей Давид Мозер
2. Иерей Борис Хендерсон
3. Георгий Васильевич Куманский
4. Николай Васильевич Мизерский

От Западно-Европейской епархии
1. Протоиерей Павел Цветков
2. Священник Квентин де Кастельбажак
3. Протодиакон Андрей Меясу
4. Иоанн Майер

От Ишимско-Сибирской епархии
1. Протоиерей Иоаким Лапкин
2. Иерей Дмитрий Каплун
3. Виктор Андреевич Яковлев
4. Евгений Анатольевич Пантелеев

От Канадской епархии
от западной части епархии
1. Иеромонах Рафаил (Верещак)
2. Владимир Викторович Михельсон

от восточной части епархии
1. Священник Михаил Любощинский
2. Пётр Павлович Пагануцци

От Одесской епархии
1. Игумен Георгий (Кравченко)
2. Архимандрит Иоанн (Зиновьев)
3. Александр Иванович Мутилин
4. Джон Хёрбст

От Чикагско-Детройтской епархии
1. Протоиерей Иоанн Шо
2. Иерей Григорий Джойс
3. Георгий Иванович Абакумов
4. Чтец Димитрий Сергеевич Лущенков

От Южно-Американской епархии
1. Иерей Владимир Петренко
2. Иерей Александр Ивашевич
3. Маркелл де Полли Безера
4. Александр Сергеевич Муханов

Члены Предсоборной комиссии
1. Протоиерей Виктор Потапов
2. Протоиерей Пётр Перекрёстов
3. Иерей Серафим Ган
4. Чтец Владимир Вадимович Красовский

Члены Комиссии по переговорам с РПЦ МП
1. Архимандрит Лука (Мурьянка) (он же и докладчик)
2. Протоиерей Александр Лебедев
3. Протоиерей Николай Артёмов
4. Протоиерей Валерий Алексеев
5. Иерей Николай Савченко (он же и докладчик)

Докладчики
1. Протоиерей Гавриил Макаров
2. Протоиерей Николай Карыпов
3. Иерей Андрей Филлипс
4. Чтец Андрей Вадимович Псарёв
5. Бернард Ле Каро

От Санфранцисского Организационного комитета
1. Протоиерей Стефан Павленко (он же представитель Больницы в честь св. Праведного Иоанна Кронштадтского)
2. Протоиерей Сергий Котар (он же представитель Свято-Иоанновского православного лицея)

Члены III Всезарубежного Собора
1. Протопресвитер Валерий Лукьянов
2. Протоиерей Георгий Ларин
3. Протоиерей Владимир Шленёв
4. Протоиерей Алексей Охотин
5. Протоиерей Георгий Петренко (он же администратор Бразильской епархии)
6. Георгий Васильевич Лукьянов
7. Владимир Петрович Ермилов
8. Пётр Николаевич Колтыпин
9. Михаил Георгиевич Кнупффер

Лица, приглашённые Первоиерархом
1. Протоиерей Григорий Науменко
2. Протоиерей Игорь Шитиков
3. Иерей Павел Иванов
4. Протодиакон Виктор Лохматов
5. Диакон Димитрий Темидис
6. Иподиакон Николай Ольховский
7. Чтец Алексей Серафимович Слободской
8. Чтец Николай Покровский
9. Чтец Исаак Ламбертсен
10. Чтец Даниил Олсен
11. Чтец Михаил Алексеевич Йордан
12. Павел Владимирович Лисицын
13. Александр Димитриевич Кулеша
14. Борис Алексеевич Йордан
15. Георгий Николаевич Никольский

От церковно-административного управления при Архиерейском Синоде
1. Протоиерей Пётр Холодный, казначей
2. Николай Алексеевич Охотин, директор коммуникаций

От Синодального собора
1. Протоиерей Андрей Соммер, ключарь
2. Архидиакон Евгений Бурбело
3. Владимир Кириллович Голицын, староста (он же и член III Всезарубежного Собора)
4. Иподиакон Георгий Шатилов

От прихода в городе Ири, непосредственно подчиняющегося Председателю Архиерейского Синода
- Протоиерей Пимен Саймон

От Русской Духовной Миссии в Иерусалиме и монастырей на Святой Земле
- Игумен Андроник (Котляров)

От Попечительства о нуждах Русской Православной Церкви заграницей
- Юрий Илиодорович Шидловский

От Церковно-Музыкальной комиссии при Архиерейском Синоде
- Чтец Пётр Алексеевич Фекула

От архитектурно-художественной комиссии
- Александр Всеволодович Левитский

От заочного Пастырского училища при Чикагской епархии
- Протоиерей Мартин Свансон

От Кафедрального собора Всех скорбящих Радости
- Николай Андреевич Лукьянов, староста

От Свято-Кирилло-Мефодиевской русской церковной гимназии в Сан-Франциско
- Протоиерей Ярослав Беликов, заместитель директора Гимназии

От Общества святителя Тихона Задонского и Братства св. Игнатия Кавказского (Брянчанинова)
- Игумен Феодосий (Иващенко)

От Свято-Троицкой Духовной Семинарии
- Диакон Владимир Цуриков

От летней Церковно-Певческой школы при Семинарии
- Протоиерей Андрей Папков

От Ново-Дивеевского монастыря
- Протоиерей Александр Федоровский

От Ново-Коренной пустыни
- Священник Александр Бочагов

От Организации российских юных разведчиков
- Михаил Александрович Данилевский (он же и член III Всезарубежного Собора)

От Свято-Серафимовского детского лагеря
- Протоиерей Алексей Дункан

От Комитета по устройству Свято-Германовских съездов
- Протоиерей Сергий Лукьянов

От Православного Палестинского общества
- Андрей Дмитриевич Кочубей

От Конгресса русских американцев и Корпорации Русская жизнь
- Борис Васильевич Парр

От Национальной организации русских разведчиков
- Георгий Гавриилович Темидис

От Обще-казачьего союза
- Атаман Виктор Павлович Метленко

От Обще-кадетского объединения
- Чтец Павел Андреевич Уртьев

От Фонда Блаженной Ксеньи
- Димитрий Борисович Гончаров

От Российского Имперского Союза-Ордена
- Георгий Александрович Фёдоров

От общества «Отрада»
- Диакон Сергий Арлиевский

От Национальной организации витязей
- Иподиакон Виктор Михайлович Арцимович (он же и член III Всезарубежного Собора)

От Комитета русской православной молодежи
- Протоиерей Всеволод Дутиков

От молодёжной организации Канадской епархии Рускока
- Чтец Георгий Анатольевич Скок (он же докладчик)

От Братства преп. Иова Почаевского (Монреаль)
- Чтец Юрий Георгиевич Милославский

Представитель от монашества в Европе
- Иеромонах Евфимий (Логвинов)

От Организации русских православных разведчиков
- Георгий Георгиевич Павлюковский

От Храма-памятника в Брюсселе
- Димитрий Алексеевич Геринг

От Русской спортивной ассоциации в Сиднее (Австралия)
- Константин Михайлович Тонких

От представительства Архиерейского Синода в России
- Владимир Петрович Мелихов

От Русской академической группы в США
- Профессор Алексей Евгеньевич Климов

От Благотворительного Фонда памяти св. Архиепископа Иоанна
- Георгий Александрович Бордоков

От Русско-Американского общества взаимопомощи
- Никита Евгеньевич Бьюик

От Свято-Владимирского общества
- Протоиерей Борис Киценко

По словам протоиерея Виктора Потапова, митрополит Лавр «настоял на том, чтобы в Соборе участвовали все, в том числе и противники курса на сближение с Москвой. Я помню, как наша Предсоборная комиссия была приглашена на заседание Архиерейского Синода РПЦЗ. Мы должны были представить отчет о проделанной работе, план проведения Собора, а также список предполагаемых делегатов от различных церковных и околоцерковных организаций. В ходе того заседания именно Митрополит Лавр настаивал на том, чтобы пригласить противников объединения. Он считал необходимым выслушать все стороны, чтобы никто не обвинял нас в том, что не допускаем на Собор людей с иным мнением. Меня это немного удивило: я думал, что из-за этого могут возникнуть только проблемы. Однако Митрополит настаивал. Это показывает его открытость и желание сделать все прозрачно, чтобы никто потом не мог обвинить нас в том, что мы взяли и объединились какими-то хитрыми приемами».

## Ход собора

### 7 мая
В воскресенье 7 мая 2006 года во второй половине дня в Сан-Франциско в кафедральном Радосте-Скорбященском соборе состоялось открытие IV Всезарубежного Собора Русской Православной Церкви Заграницей (РПЦЗ).
День открытия Собора начался торжественной Божественной литургией, которую возглавил Первоиерарх РПЦЗ митрополит Лавр. Его Высокопреосвященству сослужили представитель Сербской Православной Церкви и почётный делегат Собора митрополит Черногорский и Приморский Амфилохий, все прибывшие архипастыри РПЦЗ и делегаты в священном сане.
После литургии было совершено молебное пение о призывании помощи Святого Духа, и «Об участницех священного собора, от всего рассеяния собравшихся, и ожидающих благодати Святого Духа, и требующих от Бога помощи и заступления…».
В 4 часа дня делегаты собрались в кафедральном соборе для участия в церемониале открытия IV Всезарубежного Собора. На середине величественного храма на аналое лежали старинное Евангелие и крест. У амвона был поставлен архиерейский стол. На солее, по обеим сторонам царских врат, установлены были аналои с лежащими на них святынями. При внесении в храм Одигитрии русского зарубежья Коренно-Курской иконы Божией Матери прозвучало всенародное пение тропаря образу Богоматери — «Яко необормую стену».
Председатель Собора митрополит Лавр затем объявил IV Всезарубежный Собор открытым, после чего члены Собора пропели «Христос Воскресе», «Символ Веры» и стихиру «Днесь благодать Сватого Духа нас собра».
Правящий архиерей Сан-Францисской и Западно-Американской епархии архиепископ Кирилл (Дмитриев) приветствовал всех собравшихся и выступил с докладом, в котором обратился к делегатам с просьбой «конструктивно обсуждать прошлое, а не осуждать его по грешному естеству нашему».
Председатель Собора митрополит Лавр выступил с пространным докладом, в котором всесторонне освятил историю Русской Православной Церкви Заграницей, её современную жизнь, её диалог с Московским Патриархатом и перспективы на будущее. Митрополит Лавр подчеркнул, что РПЦЗ всегда рассматривала себя канонической частью великой Российской Церкви и чаяла восстановления прерванного в силу исторических обстоятельств единства Церкви.
Братское приветствие IV Всезарубежному Собору Патриарха Сербского и Священного Синода Сербской Православной Церкви огласил митрополит Черногорский и Приморский Амфилохий. После выступления высокого гостя собравшиеся пропели вечную память Предстоятелям Сербской Православной Церкви, Патриархам Димитрию, Варнаве, Гавриилу, каждый из которых сыграл важную роль в жизни РПЦЗ, и прочим сербским патриархам.
Архиепископ Иларион (Капрал) затем прочёл приветствия IV Всезарубежному Собору от Патриарха Московского и всея Руси Алексия II, Патриарха-Католикоса Грузинской Православной Церкви Илии II, Патриарха Болгарского Максима, Священного Кинота Святой Афонской Горы, духовника Богородице-Введенской Оптиной Пустыни схиигумена Илия (Нозрина). Архипеископ Иларион отметил, что были получены приветствия от губернатора штата Калифорнии Арнольда Шварценегера и целого ряда дргугих церковных и общественных организаций.
Торжественный церемониал открытия Собора завершился пением пасхальных стихир, христосованием и окроплением всех делегатов святой водой.

### 8 мая
8 мая, Первый день работы Собора начался с Божественной литургии в кафедральном соборе, совершенной иеромонахом Евфимием (Логвиновым) (Мюнхен) при диаконе Димитрии Темидисе (Нью-Йорк). За богослужением регент хора синодального собора в Нью-Йорке П. А. Фекула руководил всенародным пением.
Затем в большом зале при кафедральном Радосте-Скорбященском соборе состоялось первое пленарное заседание IV Всезарубежного Собора. В начале утреннего заседания в зал была принесена главная святыня Русской Зарубежной Церкви Коренно-Курская икона Божией Матери.
На заседании присутствовали 11 архиереев РПЦЗ во главе с митрополитом Лавром и почетным делегатом от Сербской Православной Церкви митрополитом Черногорским и Приморским Амфилохием (Радовичем) и 127 делегатов от клира и мирян.
С первым докладом на тему: «Духовно-историческое наследие Русской Зарубежной Церкви» выступил протоиерей Николай Карыпов, настоятель Покровского собора в Мельбурне, Австралия. Затем последовали прения по докладу. Среди многочисленных выступлений прозвучал вопрос о понятии Матери — Российской Церкви. Можно ли считать Московский Патриархат Матерью Русской Церкви? Докладчик ответил, что, по его убеждению, Матерь Церковь — это Церковь новомучеников, Поместного Всероссийского Собора и Святой Руси.
Послеобеденное заседание было открыто докладом иерея Николая Савченко (Санкт-Петербург, Россия) на тему «Восстановление евхаристического общения и преодоление разделений в церковной истории».
Далее выступил с обширным комментарием протоиерей Пимен Саймон, настоятель единоверческого прихода РПЦЗ в Эри, шт. Пенсильвания, в котором сопоставил разделение в XVII веке и разделение между Церковью в Отечестве и церковью Заграницей.
Следующим по программе выступил почётный делегат Собора от Сербской Православной Церкви митрополит Черноморский и Приморский Амфилохий, который представил два сообщения — «Восстановление единства — опыт Сербской Православной Церкви», и «Экуменизм. Отношение к нему Сербской Церкви и современное положение во Всемирном Совете Церквей». В первом докладе он рассказал о раскола в Сербской православной церкви и опыте их преодоления. Он призвал всех пребывать в страхе Божьем, оставляя осуждения личностей, в том числе и митрополита Сергия. «Кровь мучеников жива». И в Церкви в России, и в Церкви Зарубежной — истинная иерархия.

### 9 мая
9 мая 2006 года в Сан-Франциско в большом зале при кафедральном Радосте-Скорбященском соборе состоялось второе пленарное заседание IV Всезарубежного Собора Русской Православной Церкви Заграницей (РПЦЗ), на котором присутствовали 11 архиереев РПЦЗ во главе с Митрополитом Лавром и почётным делегатом от Сербской Православной Церкви митрополитом Черногорским и Приморским Амфилохием (Радовичем) и 126 делегатов от клира и мирян.
В зале заседаний митрополит Амфилохий сообщил, что возвращается домой, рассказал о сложной ситуации в Сербской православной церкви: Европа желает создать два мусульманских государства — Косово и Албания. В Черногории будет проходить референдум о выхода из состава Сербии; сторонники отделения по его мнению — это в основном перекрасившиеся коммунисты, а те, которые занимались «приватизацией» в стране — мафиози. Речь вызывает восхищённые аплодисменты. Епископ Кливлендский Петр (Лукьянов) предложил митрополиту Амфилохию кров и убежище в своей епархии в случае изгнания из Черногории.
В начале заседания протоиерей Пётр Перекрёстов, старший секретарь IV Всезарубежного Собора, огласил протокол первого дня Собора и представил архиепископа Берлинского и Германского Марка, председателя Комиссии по переговорам с Московским Патриархатом, который выступил с докладом «На путях к уврачеванию разделения в Русской Церкви — предсоборный процесс». Доклад Преосвященного архиепископа Марка вызвал продолжительные прения, которые заняли остаток времени до обеда и были продолжены после обеда.
В послеобеденном пленарном заседании Собора с докладами выступили члены Комиссии по переговорам с Московским Патриархатом. Вступительное сообщение о работе согласительных комиссий РПЦЗ и РПЦ МП было сделано секретарем комиссии протоиереем Александром Лебедевым. Доклад, посвященный взаимоотношениям между Церковью и государством, был сделан протоиереем Николаем Артёмовым (Мюнхен, Германия). О том, как обсуждались во время переговорного процесса вопросы, связанные с экуменизмом, осветили иерей Николай Савченко (Санкт-Петербург) и архимандрит Лука (Мурьянка) (Свято-Троицкий монастырь, Джорданвилль, США). О канонических, административных и имущественных вопросах, обсуждаемых в ходе переговорного процесса говорил епископ Вевейский Амвросий (Кантакузен) (Швейцария).
9 мая в 7:30 вечера, в конце второго дня работы Собора, во время которого обсуждались вопросы, связанные с переговорным процессом между Русской Зарубежной Церковью и Московским Патриархатом, Митрополит Лавр, Преосвященные архипастыри и делегаты Собора собрались в кафедральном соборе для молитвы перед Курско-Коренной иконой Божией Матери. Молебен Божией Матери и святым новомученикам и исповедникам Российским возглавил Преосвященный Епископ Таврический и Одесский Агафангел (Пашковский) в сослужении епископов Бостонского Михаила (Донскова) и Кливлендского Петра (Лукьянова).

### 10 мая
В среду 10 мая, перед началом утреннего заседания, Митрополит Лавр сообщил, что, после оглашения назначенного на этот день доклада, члены Собора будут ознакомлены с содержанием выработанного на встречах согласительных комиссий РПЦЗ и Московским Патриархатом «Акта о каноническом общении». В большом зале при кафедральном Радосте-Скорбященском соборе, в присутствии Коренно-Курской иконы Божией Матери, началось третье пленарное заседание IV Всезарубежного Собора, на котором присутствовали 11 архиереев РПЦЗ во главе с Митрополитом Лавром и 123 делегата.
Заседание открылось докладом чтеца Андрея Псарёва «Развитие мировоззрения Русской Зарубежной Церкви в отношении Поместных Церквей и инославия».
Вслед за прениями по докладу был оглашен протокол второго дня Собора.
В послеобеденном заседании Собора выступил Преосвященный епископ Ишимский Евтихий (Курочкин). Он сказал, что, будучи архиереем РПЦЗ в России, он в особом положении.
После выступления епископа Евтихия, члены встречной комиссии РПЦЗ по переговорам с Московским Патриархатом снова заняли свои места в президиуме. Секретарь комиссии митрофорный протоиерей Александр Лебедев ознакомил делегатов Собора с текстом проекта «Акта о каноническом общении» и разъяснил возможные последствия этого документа для будущей жизни и канонического устройства РПЦЗ. Оживленное обсуждение Акта (выступило около 40 человек) прошло в духе соборности и братской любви.
Протоиерей Пётр Перекрёстов:

10 мая 2006 года, то есть накануне дня принятия резолюции, один из членов редакционной комиссии протоиерей Александр Лебедев в зале под храмом работал над проектом резолюции. Он не знал, что писать, поскольку по-человечески казалось, что единодушие на Соборе не может быть достигнуто даже по самым второстепенным вопросам. Отец Александр поделился с нами своими переживаниями и каждый из нас высказал свои мысли по поводу резолюции. Это позволило ему кое-что набросать и завершить черновик проекта. Затем кто-то из присутствующих предложил обратиться к святителю Иоанну за помощью. Был уже первый час ночи и все мы — и духовенство, и матушки — поднялись в храм, положили проект резолюции на мощи св. Иоанна и отслужили ему молебен. На следующий день эта резолюция была принята почти единогласно!

Третий день работы IV Всезарубежного Собора РПЦЗ закончился в 20:45 чтением вечерних молитв в трапезной.
10 мая, по окончании второго дня работы IV Всезарубежного Собора, члены пресс-службы протоиерей Виктор Потапов и священник Серафим Ган провели пресс-конференцию, на которой рассказали о ходе работы Собора и ответили на вопросы журналистов.

### 11 мая
В четверг 11 мая состоялось четвёртое пленарное заседание IV Всезарубежного Собора Русской Православной Церкви Заграницей (РПЦЗ), на котором присутствовали 11 архиереев РПЦЗ во главе с Митрополитом Лавром и 126 делегатов.
На утреннем заседании со словом выступили епископ Штутгартский Агапит (Горачек) и епископ Манхэттенский Гавриил (Чемодаков).
После их выступлений председатель Предсоборной комиссии Преосвященный архиепископ Сиднейский и Австралийско-Новозеландский Иларион огласил проект резолюции по вопросу нормализации отношений между РПЦЗ и МП. Своими мысли высказали: епископ Бостонский Михаил (Донсков), епископ Таврический и Одесский Агафангел (Пашковский). Далее последовали прения по резолюции. Как отмечал протоиерей Андрей Филлипс, атмосфера в зале напряжённая. Внесен ряд положительных текстуальных поправок. Епископское совещание решило объявить краткий перерыв, чтобы дать Редакционной комиссии IV Всезарубежного Собора возможность подготовить исправленный вариант резолюции.
После перерыва Митрополит Лавр благословил огласить обращение сестёр Богородице-Леснинской обители во Франции, в котором высказано огорчение по поводу того, что женское монашество не представлено на Соборе и содержатся просьбы не форсировать процесс примирения с Московским Патриархатом.
Затем зачитывается вторая редакция Резолюции. Вносятся ещё поправки и замечания и готовится третья редакция. Голосования проводится по параграфам. В основном, все делегаты довольны. Как отмечал участник собора протоиерей Владимир Шленев: «подсчёт производился таким образом: „Кто — за?“ — много рук. Но далеко не все подымали руки, так как были не согласны с текстами резолюции. <…> Затем организаторы спрашивали: „Кто против?“ Подымалось 6-7 рук. „Кто воздержался?“ — одна-две руки. И тогда число голосов „За“ вычисляли следующим образом: кто не против и не воздержался — тот „За“».
Высказавшихся против какого-либо параграфа не больше трёх процентов от общего числа делегатов. Протоиерей Андрей Филлипс отмечал: «Уже третий час дня, а мы ещё не обедали. Резолюция намного важнее телесной пищи». Епископ Ишимский и Сибирский Евтихий огласил окончательный текст единодушно принятой резолюции. 129 проголосовало участников собора проголосовало за, 6 — против.
На послеобеденном заседании IV Всезарубежный Собор перешёл к рассмотрению вопросов миссии и служения РПЦЗ. Сессия открылась докладом протоиерея Виктора Потапова: «Задача православного прихода в наши дни». После дискуссии члены Собора выслушали ещё два доклада, посвящённых православной молодёжи — «Церковь, молодежь и её нужды» — чтеца Георгия Скок (Канада) и «Проблемы молодёжи и путь к их решению» протоиерея Гавриила Макарова (Австралия).

### 12 мая
В пятницу 12 мая 2006 года на заседании присутствовали 11 архиереев РПЦЗ во главе с митрополитом Лавром и 122 делегата.
На утреннем заседании был оглашён протокол предыдущего рабочего дня затем был прочитан седьмой доклад Бернарда ле Каро (Швейцарии) «Православное свидетельство на Западе».
На послеобеденном заседании были прочитаны доклады: «Задачи нашей церкви в 21-м веке» иерея Андрея Филлипса (Великобритания).
Затем свой архимандрит Лука (Мурьянка) (США) прочитал «Миссия Русской Зарубежной Церкви», где размышлял о миссии РПЦЗ, основываясь на представлениях о ней её отцов-осноталей — митрополитов Антония (Храповицкого) и Анастасия (Грбановского), Филарета (Вознесенского), её богословов и мыслителей. Размышляя о реалиях современной жизни РПЦЗ, он сказал: «Мы много лет, времени и энергии уделили вопросу отношений Русской Зарубежной Церкви к Московскому Патриархату и с Божией помощью приближаемся к благополучному разрешению этой проблемы. Желательно сейчас решительно и всецело сосредоточить наше внимание на духовном окормлении Богом данной нам паствы».

### 13 мая
13 мая 2006 года в начале заседания вице-председатель протоиерей Николай Карыпов отметил прибытие на Собор архиепископа Чикагского и Детройтского Алипия (Гамановича). Затем члены Собора перешли к рассмотрению проектов резолюций о служении и миссии Русской Зарубежной Церкви в современном мире и соборного послания. Была принята Резолюция IV Всезарубежного Собора о миссии и служении Русской Православной Церкви Заграницей. Послание поддержало 102 делегата, 3 проголосовали против, 15 воздержалось. Зачитывается проект посланий Патриархам, приславшим свои приветствия Всезарубежному Собору. Старший секретарь Собора протоиерей Пётр Перекрёстов огласил протокол предыдущего дня. После обсуждения и принятия Послания Собор объявляется закрытым.
Последний рабочий день Собора молитвенно завершился торжественным всенощным бдением, которое возглавил Митрополит Лавр, Первоиерарх Русской Зарубежной Церкви.

### 14 мая
В воскресенье 14 мая 2006 года состоялось закрытие Всезарубежного Собора. День начался с торжественной Божественной литургии, которую возглавил митрополит Лавр, которому сослужили 12 архипастырей, 48 священников и 14 диаконов.
После литургии состоялось чествование IV Всезарубежного Собора и торжественный обед. На обеде с речами выступили митрополит Лавр, архиепископ Марк и епископ Агапит и другие. Протоиерей Пётр Перекрёстов, председатель местного оргкомитета, рассказал об огромной работе, которая была проделана многочисленными его членами и выразил каждому сердечную благодарность.
Делегаты долго не расходились, желая поделиться своими впечатлениями и выражая друг другу благодарность за всё, что видели и слышали в минувшие дни.
В тот же день митрополит Лавр составил составил «Послание IV Всезарубежного Собора боголюбивой пастве Русской Православной Церкви Заграницей» и Ответные послания IV Всезарубежного Собора Патриарху Сербскому Павлу, Патриарху Московскому и всея Руси Алексию II, Патриарху Грузинскому Илии II, Патриарху Болгарскому Максиму, духовнику Оптиной пустыни схиигумену Илию (Ноздрину), Священному Киноту Горы Афон, архиепископу Команскому Гавриилу (де Вильдеру).

## Последствия и значение
Протоиерей Михаил Протопопов, благочинный штата Виктории (Австралия): 

На IV Всезарубежном Соборе выражается голос всей Русской Зарубежной Церкви. Этот Собор особенно важный потому, что на нем решаются вопросы дальнейшего существования Русской Зарубежной Церкви. Нам нужно решить — кем мы хотим быть в XXI веке. Станем ли мы неотъемлемой частью Русской Поместной Церкви не только в теории, но и на самом деле, или останемся в стороне от судьбы России?
Протоиерей Гавриил Макаров, настоятель Николаевского собора в г. Брисбене (Австралия):

Этот Собор является самым знаменательным, самым важным событием в моем служении Святой Церкви. На открытии Собора, во время оглашения «Наказа», я был охвачен чувством страха Божия и одновременно глубокой благодарностью к Нему за Его долготерпение и милость ко всем нам, членам Святой Православной Церкви.

Г. Н. Никольский, член епархиального совета Восточно-Американской и Нью-Йоркской епархии:

Для меня большая честь быть делегатом на этом Соборе, который проходит под омофором Божией Матери «Всех скорбящих Радость». Действительно, скорбят клирики и миряне Русской Православной Церкви в России и за её пределами, то есть в рассеянии сущие. Надеюсь, что евхаристическое общение принесёт всем скорбящим духовную РАДОСТЬ. Да будет воля Господня.

П. П. Пагануцци, делегат от Восточно-Канадской епархии:

Смысл и значение Всезарубежного Собор заключается в нашем желании исполнить волю Пастыреначальника Господа Иисуса Христа. Наши деяния на этом Соборе должны отражать это желание, которое должно исходить из глубины нашего сердца. На Соборе мы призваны раскрыть, во-первых, для себя а, во-вторых, и для других Истину и идти по этому пути, ибо Господь есть и Путь и Истина. Мы должны понять, что наши действия повлияют на многих наших современников и потомков, повлияют на их судьбу.
Быть на Соборе — это и честь, и огромная ответственность.

Очень важно не забывать что Церковь — это не общественная или политическая организация. Решения должны приниматься соборно и в единомыслии.
Протоиерей Николай Балашов подчеркнул, что IV Всезарубежный Собор «сделал большой и важный шаг на пути восстановления канонического церковного единства: Зарубежная Церковь сказала решительное „да“ воссоединению с Церковью в Отечестве».
По словам участника собора протоиерея Димитрия Каплуна

Я своими глазами увидел настроение подавляющего большинства делегатов и, главное, епископата РПЦЗ. Это настроение: скорейшее объединение. Российские приходы РПЦЗ рассматриваются священноначалием, как одна из досадных помех на пути к быстрому объединению. Архиеп. Марк Берлинский прямо заявил с трибуны Собора, что открытие приходов в России в начале 90-х годов прошлого века — большая ошибка Зарубежной Церкви. Это заявление не вызвало никаких возражений со стороны делегатов. Эту же мысль впоследствии повторил и такой известный противник скорого объединения, как еп. Гавриил Манхеттенский. <…>
Честно говоря, все эти события и новости вызвали во мне сильнейший внутренний протест. Пребывание в РПЦЗ мне было очень дорого. Эти тяжелые и прекрасные шесть с половиной лет, что я был клириком РПЦЗ в России, дали мне очень много хорошего в духовном смысле. Я очень уважал (и продолжаю уважать) зарубежных архиереев, особенно же своего архипастыря — владыку Евтихия. И вот теперь я с болью обнаруживал, что любимая РПЦЗ и наши владыки практически отказываются от нас, признавая само наше существование досадной ошибкой.

Ирина Дутикова, супруга священника Всеволода Дутикова в 2007 году отказалась признать Акт о каноническом общении и войти в Московский Патриархат: «с ними дело иметь – это опять дело иметь с Советским Союзом. А наша церковь 80 лет была чистая, без каких-то таких грязных вещей, что у них происходит. В прошлом году был Всезарубежный собор в Сан-Франциско. И все решили единогласно, что, да, мы должны в будущем соединиться, но сейчас не время. Одна треть зарубежной церкви этого не поддерживает».
Архимандрит Тихон (Шевкунов) по поводу принятого документа сказал:

За восемь десятилетий накоплено столько недоразумений, предрассудков и обид, что делегатам нужно было проявить поистине глубокую мудрость, чтобы за всем этим увидеть главное — необходимость единства русского Православия. Русская Церковь сумела показать обществу пример достижения единства, консолидации, преодоления множества проблем ради главного — служения Богу и своему Отечеству. Я был даже удивлён результатами голосования, когда из 126 делегатов только 6 выступили против принятого решения в пользу воссоединения. Накануне некоторые аналитики в ряде газет высказали предположение, что Собор не примет никаких решений, так как большинство зарубежной паствы, по их мнению, выступает против объединения. Неблагоприятные прогнозы не только не оправдались, но и показали, что комментаторы не совсем понимают истинную ситуацию".
Епископ Венский и Австрийский Иларион (Алфеев): «Итоговая декларация IV Всезарубежного Собора имеет историческое значение. Фактически дан „зелёный свет“ воссоединению Русской Православной Церкви Заграницей с Матерью-Церковью — Московским Патриархатом. Окончательное решение примет Архиерейский Собор, и хочется надеяться, что решение о восстановлении евхаристического общения будет принято уже в ближайшие дни. Я глубоко убежден в том, что нет более никаких препятствий к воссоединению. Остались разногласия, которые отражены и в итоговой декларации, однако их разрешение, как мне думается, не должно ставиться условием воссоединения. Все эти разногласия могут быть урегулированы и после того, как единство двух частей Русской Церкви будет восстановлено».
Диакон Андрей Кураев в интервью интерфакс-религия сказал:

Ничего принципиально нового в тексте резолюции не содержится, она — родом из прошлого столетия. Совершенно такой же документ мог быть принят Зарубежным собором десять, двадцать и пятьдесят лет назад. Никаких серьёзных шагов к объединению на уровне документа не видно: перед нами текст, представляющий собой замечательный продукт церковной дипломатии, который создает определённое ощущение движения, но пока совершенно непонятно, в чём оно состоит.

## Освещение в СМИ
По признанию протоиерея Виктора Потапова: «На Соборе постоянно присутствовали работники телевидения. Их было особенно много на открытии Собора и в день принятия резолюции. Сами журналисты интуитивно сознавали значимость этого события, а делегаты понимали, что в России ждут новости о воссоединении. Примечательно, что официальный сайт Всезарубежного Собора 12 мая был девятым по числу посещений русскоязычным сайтом в мире».
В 2012 году Издательством Московской Патриархии была выпущена книга «Деяния IV Всезарубежного Собора Русской Православной Церкви Заграницей».
26 ноября 2012 года в Православном Свято-Тихоновском гуманитарном университете состоялась премьера документального фильма Николая Шермана «Соборъ 2006».